# Liste du patrimoine mondial à la Grenade
Cet article recense les sites inscrits au patrimoine mondial à la Grenade.

## Statistiques
La Grenade accepte la Convention pour la protection du patrimoine mondial, culturel et naturel le 13 août 1998.
En 2013, la Grenade ne compte aucun site inscrit au patrimoine mondial. Le pays a cependant soumis 3 sites à la liste indicative, 2 culturels et 1 naturel.

## Liste indicative
Les biens suivants sont inscrits sur la liste indicative du pays au début 2024. Les noms fournis par la Grenade sont en anglais : la traduction en français est donnée ici à titre indicatif.
| Id.  | Bien                                 | Paroisse(s)                                   | Année | Critères et notes | Coordonnées | Illus. |
| ---- | ------------------------------------ | --------------------------------------------- | ----- | --- | --- | ------ |
| 5845 | Archipel des Grenadines              | Saint Patrick, Carriacou et Petite Martinique | 2004  | Naturel, (vii), (x) Proposition transfrontalière avec Saint-Vincent-et-les-Grenadines ; comprend 11 îles : - Petite Martinique - Petite Tobago - Carriacou - Saline - Île Frégate (en) - Large Island - Île Diamant - Les Tantes - Île Ronde - Île de Caille - London Bridge | 12° 31′ 08″ N, 61° 23′ 05″ O 12° 30′ 30″ N, 61° 24′ 06″ O 12° 28′ 38″ N, 61° 26′ 50″ O 12° 25′ 50″ N, 61° 28′ 20″ O 12° 24′ 50″ N, 61° 28′ 39″ O 12° 24′ 23″ N, 61° 29′ 20″ O 12° 19′ 41″ N, 61° 34′ 59″ O 12° 18′ 58″ N, 61° 33′ 11″ O 12° 18′ 18″ N, 61° 34′ 07″ O 12° 17′ 13″ N, 61° 34′ 56″ O 12° 15′ 25″ N, 61° 35′ 34″ O |        |
| 1924 | Quartier historique de Saint-Georges | Saint George                                  | 2004  | Culturel, (ii) | 12° 01′ 59″ N, 61° 45′ 00″ O |        |
| 1926 | Système fortifié de Saint-Georges    | Saint George                                  | 2004  | Culturel, (ii), (iv) Comprend les forts George, Matthew et Frederick | 12° 02′ 56″ N, 61° 45′ 14″ O 12° 03′ 00″ N, 61° 44′ 17″ O 12° 02′ 53″ N, 61° 44′ 13″ O |        |